# Ситькуи
Ситькуи (вьет. Xích Quỷ, тьы-ном 赤鬼, «красный демон») — встречающееся в нескольких древнейших литературных произведениях название земель, принадлежащих в наше время северной части Вьетнама. Правителем Ситькуи был Кинь Зыонг-выонг (Kinh Dương Vương).
Слово «Ситькуи» однократно упомянуто в Полном собрании исторических записок Дайвьета. Однозначно не было заимствовано из китайской мифологии, так как в ней не встречается.
Более поздние вьетнамские авторы вовсе пропускают это слово, не уточняя названия земель Кинь Зыонг-выонга. Историк Нго Тхи Ши (Ngô Thì Sĩ) вынес слово «Ситькуи» в примечания, посчитав, что страну нельзя назвать «Красные черти».
Упоминания страны красных демонов имеются в И-цзин. Согласно китайским воззрениям, красный цвет ассоциировался с югом.